# K2 Black Panther
K2 Black Panther (Hangul: K2 '흑표'; Hancha: K2 '黒豹') – południowokoreański czołg podstawowy.
Wóz jest kolejnym po K1 czołgiem podstawowym koreańskiej armii, który jednak nie tyle zastępuje poprzednika, ile uzupełnia go, zastępując starsze wozy M47 oraz M48. Początki prac nad nowym czołgiem podstawowym sięgają 1993 roku, choć K1 był wówczas konstrukcją bardzo nowoczesną. O ile poprzednik powstał przy znacznym udziale firmy General Dynamics Land Systems, która jest producentem czołgu M1 Abrams, K2 inspirowany był ówcześnie wprowadzanym do linii czołgiem Leclerc. Stąd m.in. automat ładowania zastosowany w obu wozach.

## Opis konstrukcji
Czołg K2 zbudowano w klasycznym układzie konstrukcyjnym z przedziałem kierowania z przodu, przedziałem bojowym w środku i przedziałem napędowym z tyłu wozu. Kierowca ma do dyspozycji trzy peryskopy, w razie potrzeby uzupełniane przez termowizor. Pojazd prowadzi za pomocą wolantu korzystając z bezstopniowej skrzyni biegów. W przedziale bojowym swoje stanowiska zajmują dowódca (z prawej) i działonowy (w lewej części wieży). Czołg wyposażono w system C4 – (Command, Control, Communication and Computer), który dostarczając w czasie rzeczywistym informacji o położeniu swoim oraz pojazdów przeciwnika daje znaczną przewagę informacyjną i pomaga optymalnie wykorzystać walory czołgu.
Głównym uzbrojeniem jest produkowana na licencji niemieckiego Rheinmetalla gładkolufowa armata Hyundai WIA CN08 kal. 120 mm o długości lufy 55 kalibrów. Może ona strzelać dwoma rodzajami pocisków: przeciwpancernym K276 – APFSDS oraz kumulacyjnym K277 – HEAT. Armata może wystrzelić 10 do 15 szerokiej gamy pocisków na minutę, w tym pociski w standardzie NATO.
Czołg wyposażono w zaawansowany system kierowania ogniem umożliwiającym działanie w trybie hunter – killer. Nie jest publicznie wiadome, jaki dokładnie poziom ochrony prezentuje pancerz czołgu. Wiadomo jednak, że tworzony jest on przez bardzo zaawansowaną strukturę kompozytową o najwyższej wytrzymałości. System obrony biernej wykorzystuje również moduły ERA (Explosive Reactive Armour). Szacuje się, że od frontu oraz w strefie +/-30 stopni od osi wzdłużnej pojazdu jest w stanie powstrzymać większość współczesnych przeciwpancernych środków rażenia. Dodatkowo czołg ma być wyposażony w aktywny system ochrony KAPS (Korean Active Protection System), który w znacznym stopniu zabezpiecza wóz przed pociskami granatów kumulacyjnych i przeciwpancernych pocisków kierowanych.
Koszt jednego K2 Black Panther wynosi 8 300 000 USD.
W najnowszej wersji K2 PIP czołg wyposażony jest w ulepszone pół-aktywne zawieszenie, wysokiej rozdzielczości system skanowania terenu oraz nie-eksplozyjny pancerz reaktywny (non-explosive reactive armor).

## Użytkownicy

### Obecni użytkownicy
Korea Południowa
- Armia Republiki Korei – 260+.[3]
  - 8. Dywizja Manewrowa
    - 60. Brygada Piechoty Zmechanizowanej

  - 11. Dywizja Manewrowa
    - 9. Brygada Piechoty Zmechanizowanej
    - 13. Brygada Piechoty Zmechanizowanej
    - 61. Brygada Piechoty  Zmechanizowanej

 Polska
- Wojsko Polskie – 27 lipca 2022 koncerny PGZ i Hyundai Rotem podpisały umowę ramową na dostarczenie 180 czołgów K2 i 820 spolonizowanych czołgów K2PL. Wedle umowy, 180 sztuk K2 miało zostać dostarczonych w ramach produkcji wyłącznie w Korei Południowej, zaś K2PL miałyby być częściowo produkowane w Polsce od 2026 roku. Wojska Lądowe otrzymają tym samym łącznie do 1000 czołgów. 26 sierpnia 2022 podpisano umowę z przemysłem koreańskim na dostarczenie K2. Od 2022 do 2025 roku 16. Dywizja Zmechanizowana ma otrzymać 180 czołgów K2. Pierwszych 10 sztuk dotarło do portu w Gdyni na pokładzie BBC Pearl 5 grudnia 2022 roku[4][5]. Jeszcze w grudniu trafiły do 20 Brygady Zmechanizowanej, a pierwsze strzelanie poligonowe odbyły pod koniec marca 2023 roku[6].
  - 16. Dywizja Zmechanizowana
    - 9. Brygada Kawalerii Pancernej
    - 15. Brygada Zmechanizowana
    - 20. Brygada Zmechanizowana

Koncern Hyundai Rotem wcześniej zaproponował polskiej armii dostosowany do jej potrzeb model K2 wraz z pełnym transferem technologii. Proponowany Polsce K2PL byłby wydłużony o jedną parę kół nośnych z 6 do 7, co umożliwiłoby wzmocnienie opancerzenia wieży i kadłuba oraz prawdopodobnie umieszczenie magazynu amunicji dodatkowej pomiędzy przedziałem silnika a przedziałem bojowym. W oryginalnym K2 amunicja drugiego rzutu znajduje się obok stanowiska kierowcy. W 2022 roku inspektor wojsk lądowych gen. dyw. Maciej Jabłoński przekazał jednak, że K2PL produkowane po 2026 roku nie będą różniły się znacząco od dotychczas produkowanych K2, wykluczył również modyfikację podwozia polegającą na wydłużeniu o parę kół nośnych. Ograniczone korekty konstrukcyjne mają dotyczyć miejscowej poprawy opancerzenia, w tym z zastosowaniem pancerza reaktywnego, a potencjalnie także implementacji systemu obserwacji dookólnej i integracji z amunicją programowalną produkcji amerykańskiej, która ma być w Polsce wykorzystywana w czołgach M1A2 SEPv3. Wskazał także, że modyfikacje mają być ograniczone, by nie przekroczyć masy 60 ton oraz zapewnić możliwość płynnego wspierania się dostawami broni pancernej przez Polskę i Koreę Południową w przyszłości, w razie zaistnienia takiej potrzeby.

### Potencjalni użytkownicy
Egipt
- W trakcie EDEX 2021 Egipska Armia ogłosiła negocjacje ze stroną koreańską w sprawie produkcji czołgów K2 na terenie Egiptu[9].